# Chiesa di San Lorenzo Martire (Sacile)
La chiesa di San Lorenzo Martire è la parrocchiale di Cavolano, frazione di Sacile, in provincia di Pordenone e diocesi di Vittorio Veneto; fa parte della forania Sacilese.

## Storia

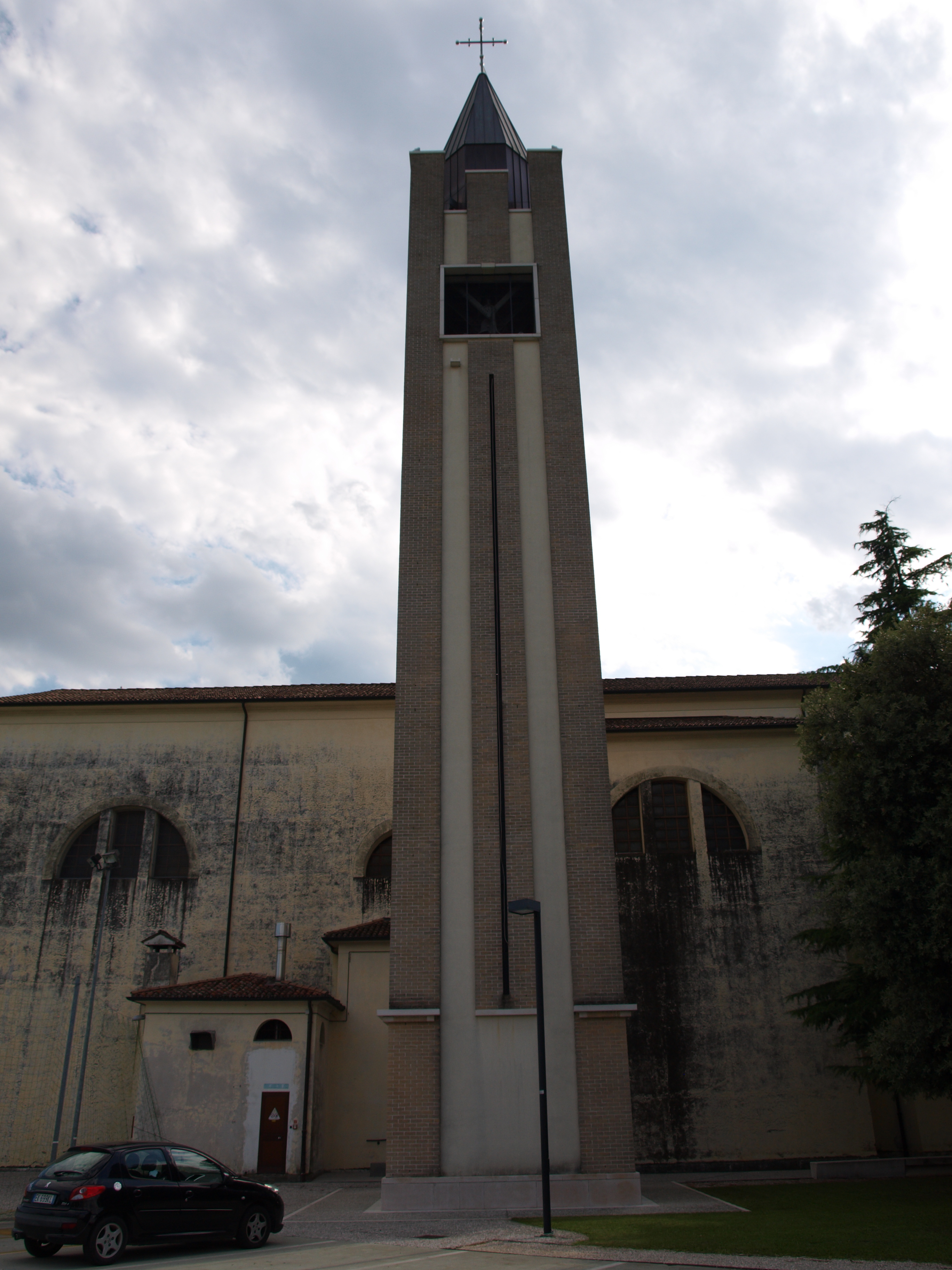
Il campanile

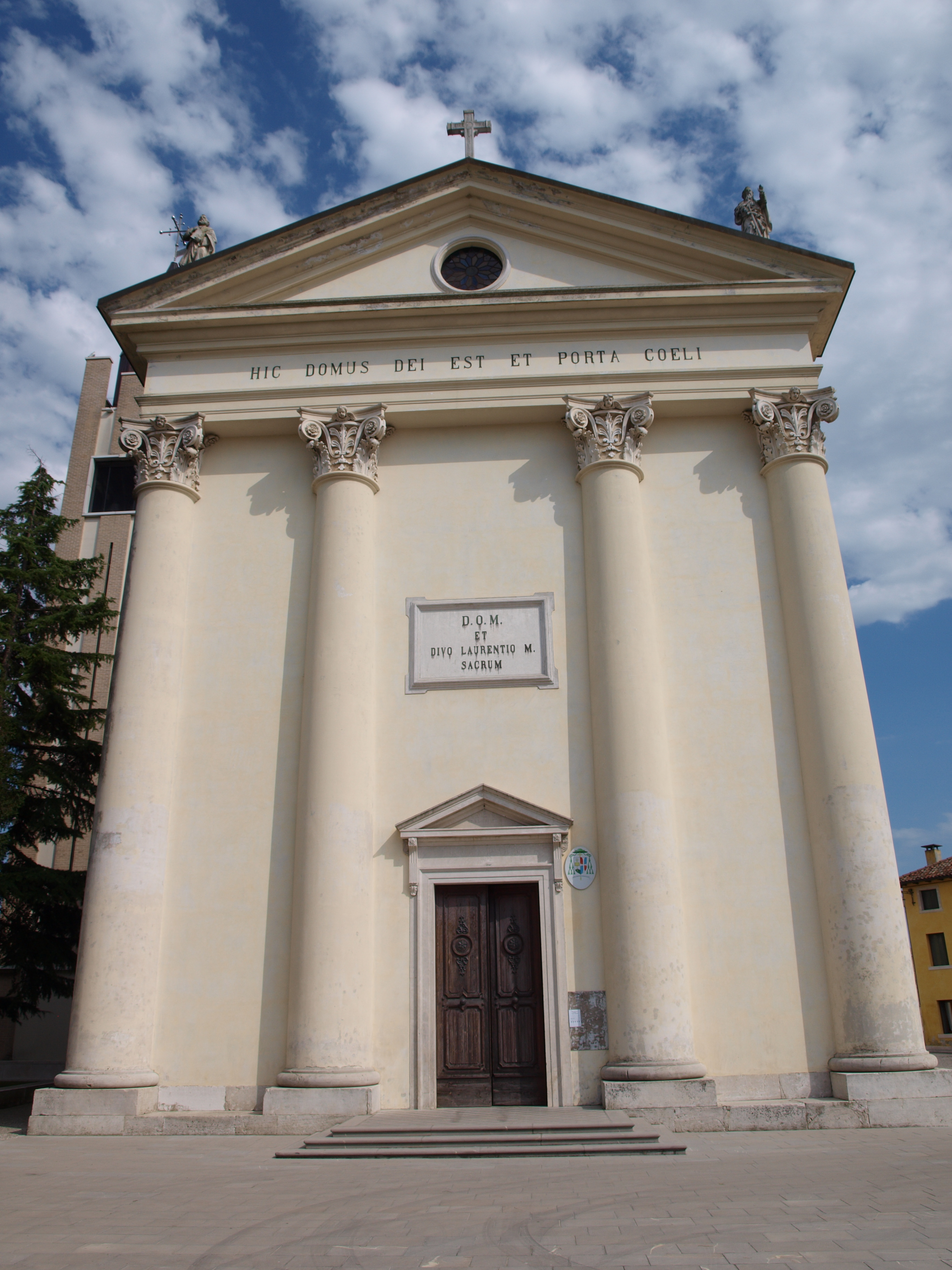
La facciata

Nel 1199 la chiesa di Cavolano ricevette il titolo di pieve, precedentemente portato dalla chiesetta di Fossabiuba, ancora esistente e posta nelle vicinanze di Vistorta.
La pieve di Cavolano fu visitata nel 1474 dal vescovo Nicolò Trevisan durante una visita pastorale.
La costruzione dell'edificio attuale iniziò nel 1857 e terminò con la sua consacrazione il 10 agosto 1895, per opera del vescovo Sigismondo Brandolini Rota.

### Campanile
L'attuale campanile è stato costruito nel 2009, in sostituzione di quello precedente, crollato nel 1936.